# West Heath (Hampshire)
West Heath – osada w Anglii, w hrabstwie Hampshire. Leży 33 km na północny wschód od miasta Winchester i 74 km na zachód od Londynu.